# 금줄무늬도마뱀붙이
금줄무늬도마뱀붙이(Woodworthia chrysosiretica)는 골드스트라이프 게코(gold-striped gecko, gold-stripe gecko), 골든 스티키토 게코(golden sticky-toed gecko)라고 불리며, 뉴질랜드에서도 타라나키 지방과 마나섬(:en:Mana Island)에서만 발견되는 도마뱀붙이류의 일종이다. 모식표본은 뉴질랜드 테 파파 통가레와 박물관의 수집품에 포함되어있다.
금줄무늬는 길이 14 cm(5.51 inches)까지 자라나며 등에 갈색, 노란색 줄무늬가 난다. 주로 야행성이며 작은 곤충과 무척추동물을 잡아먹는다. 삼림과 덤불 속에서 살아가지만, 농장과 도시에서도 살아간다. 알이 아니라 새끼를 낳는다.
이 종은 존 롭이 1980년에 Hoplodactylus chrysosireticus라는 학명으로 최초로 기재하였다.
금줄무늬는 1984년 7월에서 1985년 7월까지 멸종위기에 처한 야생동물 중 하나로서 70센트 우표의 그림속에 등장하였다. IUCN 적색 목록에는 '취약근접'으로, 타란키주의회(Taranki Regional Counci)에는 'At Risk'로 등재되었다.